# 红光农场 (黑龙江)
红光农场是位于中华人民共和国黑龙江省绥化市海伦市的一个类似乡级单位，亦是黑龙江省农垦绥化管理局所属的一个国有农场。
红光农场地处小兴安岭西南麓，松嫩平原呼兰河上游，扎音河与双岔河之间，地跨海伦市、绥棱县。面积16765公顷，其中耕地9928公顷，总人口11311人。

## 行政区划
红光农场下辖以下单位：
红光场直社区、红光农场叶家管理区和红光农场陈家管理区。